# José Andreu García
José Andreu García (Río Piedras, 18 de setembre de 1921) és un jurista porto-riqueny que va servir com a Jutge President del Tribunal Suprem de Puerto Rico de 1992 a 20020. Va ser conegut pel seu acostament moderat al Dret constitucional.

## Biografia
Andreu va rebre el llicenciatura en mentir el 1958 a la Universitat de Puerto Rico, Recinte de Rio Piedras. El 1961 va obtenir el Juris Doctor de l'Escola de Dret de la mateixa universitat. Entre 1963 i 1973 va ocupar les posicions de Jutge de Districte, Fiscal Auxiliar (1965), Fiscal de Districte de Mayagüez (1966) i Jutge Superior (1969) càrrec que va exercir fins a 1973 assignat a la Sala civil de Ponce i en la d'Assumptes del Criminal de San Juan com a Jutge Administratiu Auxiliar. Va ser membre de la Junta de Directors de l'Administració d'Edificis Públics de Puerto Rico des de 1975 a 1977.
Després de practicar el dret privat, a l'agost de 1990 el llavors Governador de Puerto Rico, Rafael Hernández Colón va nomenar a Andreu García per ocupar el càrrec de Jutge Associat del Tribunal Suprem de Puerto Rico. El 4 de febrer de 1992 va ser nomenat Jutge President del mateix tribunal.
Com a Jutge President va tenir una petita controvèrsia amb el Governador Pedro Roselló en 1997 quan aquest últim va decidir que el Jutge Associat Baltasar Corrada del Riu substituiria a Andreu García en el seu jurament com a Governador de Puerto Rico. Andreu García va expressar públicament que era un trencament innecessari amb la tradició.
Després d'onze anys al capdavant del Tribunal Suprem, Andreu García va renunciar al seu lloc al setembre de 2003, durant el govern de Sila Calderón. La Governadora Calderón inicialment va nomenar al llavors Secretari d'Estat Ferdinand Mercado com el seu successor però el seu nomenament va ser rebutjat pel Senat. Andreu va ser succeït per la Jutge Associada Miriam Naveira, la primera dona en el càrrec.